# Charles Fleury
Charles Fleury (* um 1605 (Geburtsort unbekannt); † November 1652 in Paris) war ein französischer Lautenist. In zeitgenössischen Schriften wird er Blancrocher genannt.
Fleury war der Sohn eines königlichen Kammerdieners namens Louis. Seine Mutter Mathurine de Vallois starb 1625. Außer seinen Auftritten als Lautenist in Paris gibt es zu seinem Leben kaum gesicherte Angaben. Bekanntheit erlangte er vor allem durch seinen plötzlichen Tod infolge eines Sturzes von einer Treppe, bei welchem Johann Jakob Froberger zugegen war und daraufhin ein Tombeau für Cembalo komponierte. Weitere Komponisten, die dieses Ereignis in einem Tombeau vertont haben, sind die beiden Lautenisten Denis Gaultier und François Dufault sowie der mit Froberger befreundete Louis Couperin. Als einzige ihm zugeschriebene Komposition existiert eine Allemande bzw. Gigue, die im Manuskript Vaudry de Saizenay enthalten ist und in der Stadtbibliothek Besançon aufbewahrt wird.